# Curtiss P-6 Hawk
Le Curtiss P-6 Hawk est un avion militaire de l'entre-deux-guerres.